# Alfredo Rivera
Alfredo Rivera (Santa Tecla; 10 de diciembre de 1952) es un exfutbolista salvadoreño que jugaba como centrocampista.

## Selección nacional
Formó parte de la selección de El Salvador en el Campeonato de Naciones de la Concacaf 1977 y las eliminatorias para la Copa Mundial de España 1982.

### Participaciones en Campeonatos Concacaf
| Copa                                       | Sede   | Resultado     | Part. | Goles |
| ------------------------------------------ | ------ | ------------- | ----- | ----- |
| Campeonato de Naciones de la Concacaf 1977 | México | Tercer puesto | 5     | 0     |

## Clubes
| Club                     | País           | Año       |
| ------------------------ | -------------- | --------- |
| Excélsior                | El Salvador    | 1970-1971 |
| Juventud Olímpica        | El Salvador    | 1971-1973 |
| Cincinnati Comets        | Estados Unidos | 1973-1974 |
| Negocios Internacionales | El Salvador    | 1974-1975 |
| Atlético Marte           | El Salvador    | 1975-1983 |
| FAS                      | El Salvador    | 1983-1985 |

## Palmarés

### Títulos nacionales
| Título           | Equipo         | País        | Año     |
| ---------------- | -------------- | ----------- | ------- |
| Segunda División | Excélsior      | El Salvador | 1970-71 |
| Primera División | Atlético Marte | El Salvador | 1980-81 |
| Primera División | Atlético Marte | El Salvador | 1982    |
| Primera División | FAS            | El Salvador | 1984    |